# Cola lizae
Cola lizae je vrsta cvjetnica iz porodice Malvaceae i roda Cola. 
Cola lizae može se naći samo u Gabonu. Prijeti joj gubitak staništa, ali još nije ozbiljnije ugrožena.
Ova vrsta je prvi put opisana 1987. i nazvana po Liz Williamson, istraživačici gabonskoga okruga Lope u provinciji Ogooué-Ivindo u središnjem Gabonu. 
Nije poznato hrvatsko ime ove biljke.